# Sismologia

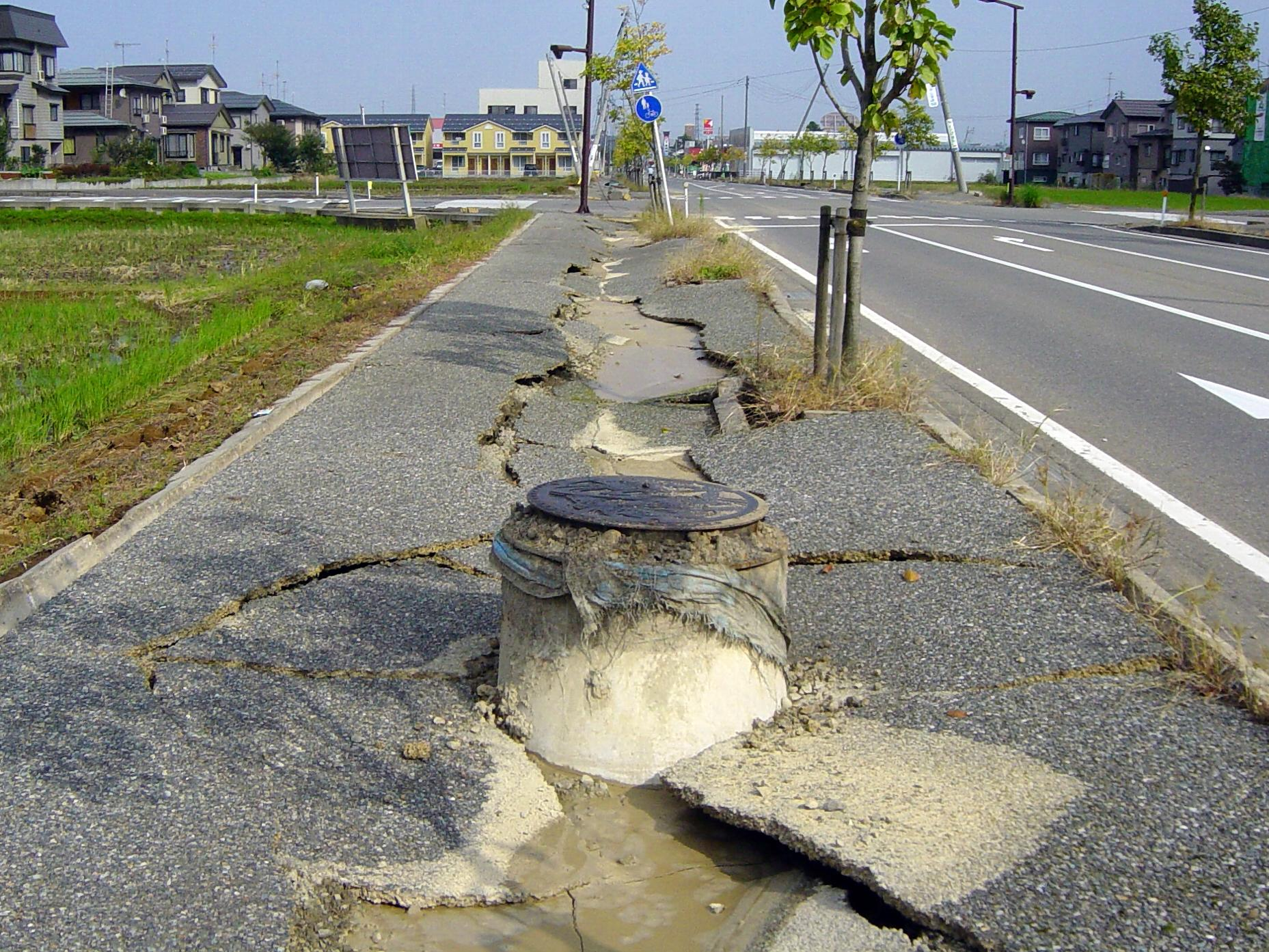
Effetti in superficie di un terremoto

La sismologia (dal greco seismos = terremoto e logos = parola) è un insieme della geofisica che studia i fenomeni sismici, in particolare i terremoti e la propagazione delle onde elastiche (ed anelastiche) da essi generate (onde sismiche), interessandosi anche dello studio di eventi quali i maremoti e in generale della aree di instabilità della Terra, quali i vulcani, in comune con la vulcanologia. È inoltre il principale mezzo d'indagine per lo studio dell'interno della Terra stessa, utilizzando attualmente i concetti della meccanica newtoniana applicati alla conoscenza della Terra. Una disciplina ad essa collegata è la paleosismologia, che studia invece i grandi terremoti avvenuti in epoche passate.

## Storia

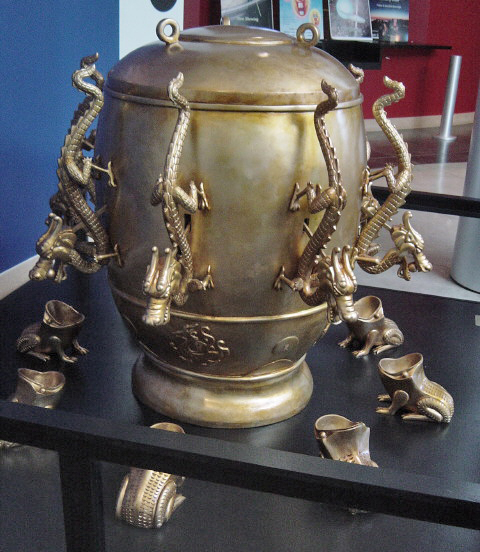
Copia del sismografo di Zhang Heng

I terremoti sono stati sempre in passato considerati come dei messaggi divini.
Per i cinesi, era un segno che il Cielo (gli dei) disapprovavano la legittimità dell'imperatore. In ragione del significato politico che i cinesi accordavano ai sismi e alla loro importante frequenza nella regione, molto presto essi annoteranno coscienziosamente i differenti tipi di terremoti. Uno dei primi ad essere stato reso noto è quello del 780 a.C., mentre il peggiore in costo di vite umane è quello del 1556 nelle province dello Shaanxi che fece più di 830 000 vittime. Sebbene non stabilissero nessuna teoria sull'origine naturale dei sismi, è un cinese, l'inventore Zhang Heng, che creerà il primo pseudo-"sismografo" nel 132.
Utilizzando il principio del pendolo, questo sismografo si presentava sotto forma di un recipiente in bronzo (di circa due metri di diametro), contenente un peso sospeso. Otto dragoni erano disposti tutto intorno al recipiente, così da puntare nelle otto direzioni di est, sud, ovest, nord, nord-est, sud-est, nord-ovest e sud-ovest, ciascuno con una sferetta in bocca mentre alla sua base erano disposte altrettante rane a bocca spalancata. Quando arrivava un'onda sismica di una certa consistenza, il pendolo oscillava in una direzione, sbloccava la sfera contenuta nella bocca del dragone ad essa corrispondente, bloccando contemporaneamente le altre per evitare che anch'esse cadessero. La sfera che cadeva veniva raccolta dalla rana sottostante: era così possibile determinare la direzione nella quale aveva avuto luogo il terremoto, ma non la sua distanza o intensità.

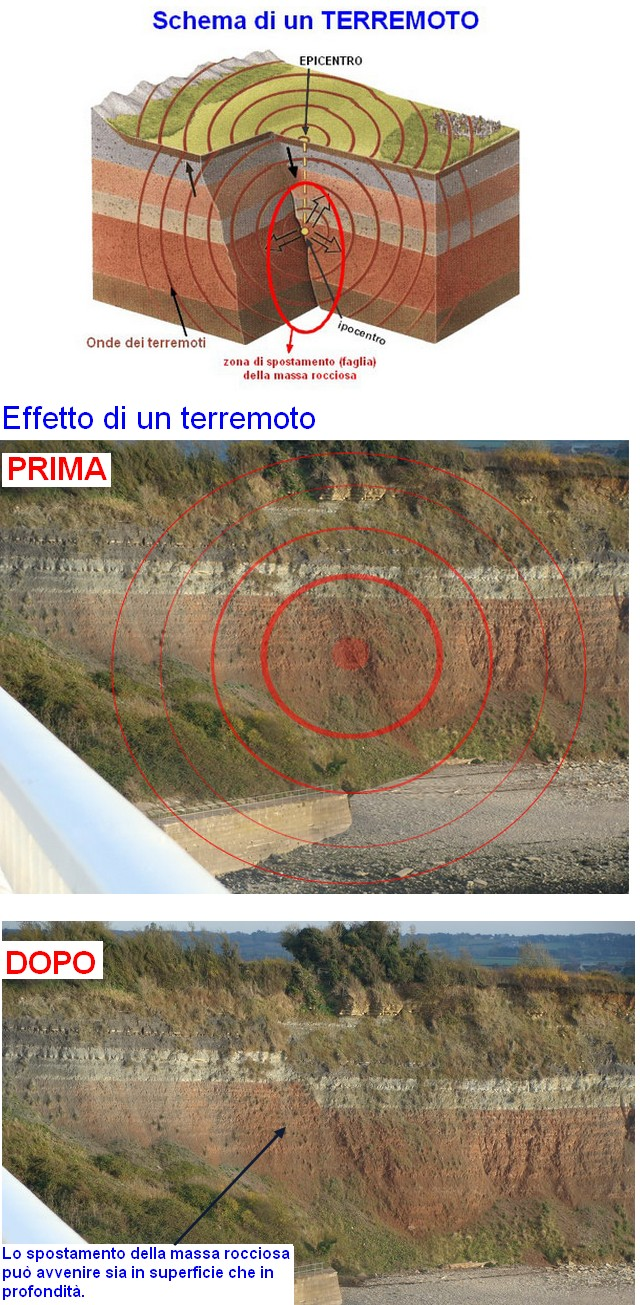
Schema di un terremoto su una faglia

Per la religione greca antica, era Poseidone il responsabile di tali avvenimenti. Tuttavia, questo non impedirà a greci come Talete (VI secolo a.C.) e soprattutto Aristotele (IV secolo a.C.), di pensare che i sismi avessero un'origine naturale. Secondo Talete, sono le eruzioni d'acqua calda la causa dei terremoti, mentre le superfici emergono fluttuando sull'acqua; le eruzioni d'acqua calda molto violente potevano far muovere la terra. Da parte sua, Aristotele stabilì la sua teoria pneumatica nella quale lo pneuma (soffio) era la causa dei sismi. Lo pneuma è prodotto dal calore della terra (la cui origine è il fuoco interno) o dai raggi del Sole. Quando lo pneuma è diretto verso l'esterno forma i venti. Ma quando affonda nella terra e si accumula produce i terremoti. Per il ruolo fondamentale delle opere di Aristotele nelle scienze del Medioevo, questa teoria resterà una delle principali per molti secoli.

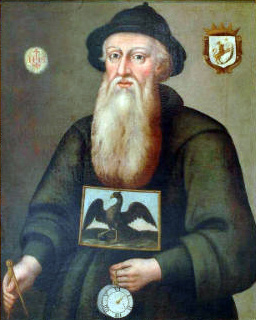
Niccolò Longobardi.

In Europa, durante il Rinascimento, l'origine naturale viene sempre più presa in considerazione, e diverse teorie vennero alla luce. Si può citare quella di Pierre Gassendi che, verso il 1600, pensava che il terremoto fosse dovuto a delle sacche di gas che esplodevano. Nel 1626 un determinante contributo alla spiegazione scientifica dei fenomeni sismici lo si deve al Trattato sui terremoti, opera scritta in cinese dal gesuita italiano Niccolò Longobardi. E inoltre, nel XVIII secolo, quella dell'abate Pierre Bertholon de Saint-Lazare che, nel 1779, vi vedeva un effetto dell'elettricità quando si accumulava nel suolo, provocando un tuono sotterraneo. Amico di Benjamin Franklin e avendo lavorato sull'elettricità, presentò un sistema per prevenire i sismi, utilizzando dei parafulmini inseriti nel suolo, pensando in tal modo di impedirne il loro scatenarsi tramite i colpi del loro tuono.
La vastità del terremoto di Lisbona del 1755, con una magnitudo stimata fra 8,6 e 9, dà il via a uno dei primi studi scientifici sull'argomento. Anche il grande filosofo tedesco Immanuel Kant si interessò all'argomento e nel 1756 fece pubblicare il primo dei suoi Scritti sui terremoti. L'invenzione del primo sismografo è attribuita in Italia al padre benedettino don Andrea Bina, che costruí a Perugia il suo apparecchio verso la metà del XVIII secolo. 

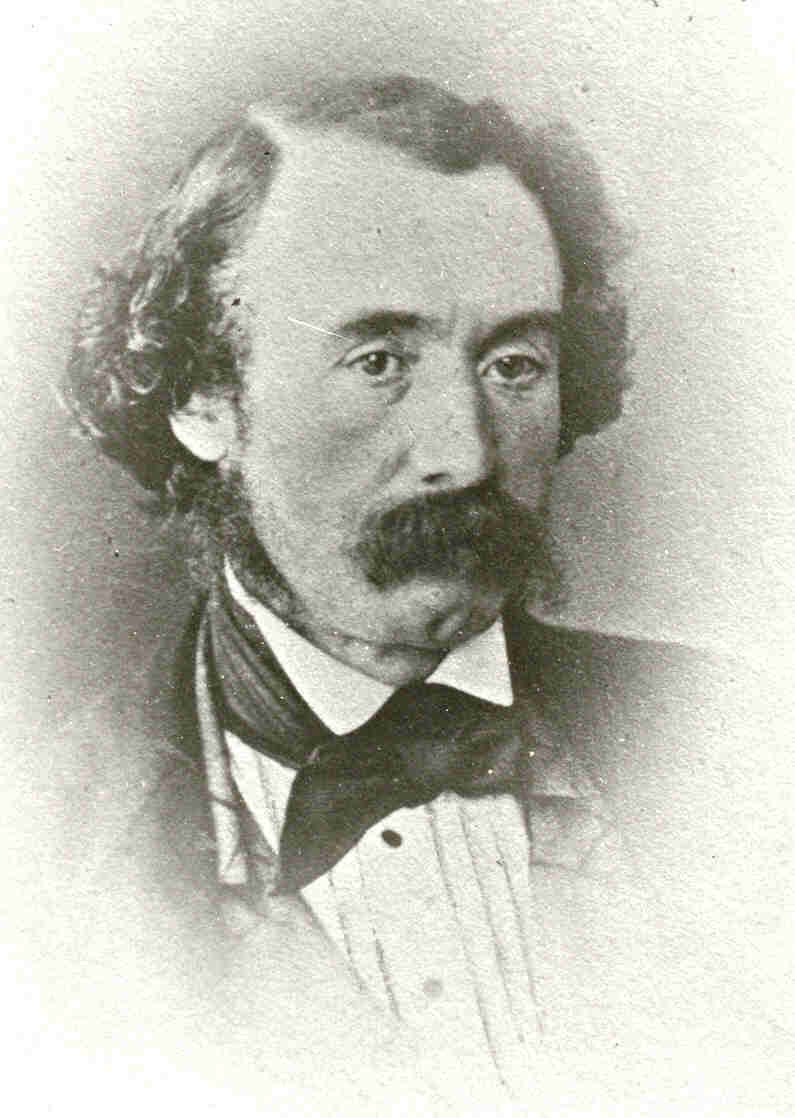
Robert Mallet, il padre della sismologia.

Il 9 febbraio 1846 alla Royal Irish Academy viene presentato l'articolo On the Dynamics of Earthquakes (Sulla dinamica dei terremoti), dall' ingegnere e sismologo irlandese Robert Mallet, il padre della sismologia . Si ritiene che Robert Mallet abbia coniato i termini sismologia e epicentro , e nel 1854 pubblicò la prima carta sismica del mondo.
Un importante contributo alla fondazione della sismologia scientifica venne dagli italiani. Fu in particolare padre Timoteo Bertelli a costruire i primi strumenti in grado di rilevare fenomeni microsismici (il primo fu il tromometro realizzato nel 1868) e a rendersi conto della loro frequenza, trasformando quello che era stato lo studio occasionale di fenomeni considerati eccezionali in una rilevazione costante dell'attività sismica.
All'inizio del XX secolo risale l'inventario su scala planetaria dei terremoti di Alexis Perrey e Fernand de Montessus de Ballore tra gli altri, e con Richard Dixon Oldham si giunge ad identificare differenti tipi di onde sismiche. Vennero, inoltre, introdotte le due note  scale sismiche: la scala Mercalli, scala dell'intensitá di un terremoto, proposta nel 1902 da Giuseppe Mercalli e la scala Richter, che misura la magnitudo di un terremoto, e il cui nome venne dato dal  sismologo statunitense Charles Francis Richter che la propose nel 1935.

## Descrizione

Tipi di Faglia
A. trascorrente
B. diretta
C. inversa

### Terremoti
In geofisica, i terremoti (dal latino: terrae motus, che vuol dire "movimento della terra"), detti anche sismi o scosse telluriche (dal latino Tellus, dea romana della Terra), sono vibrazioni o assestamenti improvvisi della crosta terrestre, provocati dallo spostamento improvviso di una massa rocciosa nel sottosuolo.
Tale spostamento è generato dalle forze di natura tettonica che agiscono costantemente all'interno della crosta terrestre provocando una lenta deformazione fino al raggiungimento del carico di rottura con conseguente liberazione di energia elastica in una zona interna della Terra detta ipocentro, tipicamente localizzato al di sotto di fratture preesistenti della crosta dette faglie; a partire dalla frattura creatasi una serie di onde elastiche, dette onde sismiche, si propagano in tutte le direzioni dall'ipocentro, dando vita al fenomeno osservato in superficie con il luogo della superficie terrestre posto sulla verticale dell'ipocentro, detto epicentro, che è generalmente quello più interessato dal fenomeno. La branca della geofisica che studia questi fenomeni è la sismologia.

### Faglie

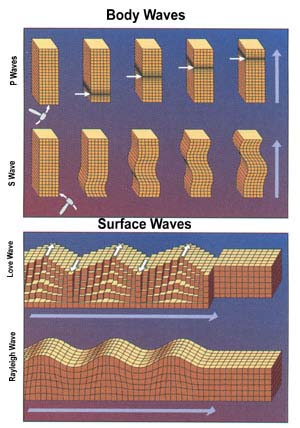
Schema rappresentativo di onde sismiche in propagazione

La faglia è una frattura (planare o non planare) avvenuta entro un volume di roccia della crosta terrestre che mostra evidenze di movimento relativo tra le due masse rocciose da essa divise. La superficie lungo cui si è verificata la frattura si chiama "superficie di faglia" oppure "piano di faglia", o anche "specchio di faglia". Le rocce in prossimità di una faglia risultano spesso intensamente frantumate e si parla in questo caso di "rocce di faglia" quali le cataclasiti o le miloniti. L'energia rilasciata dopo il movimento lungo il piano di faglia è la causa della maggior parte dei terremoti.

### Onde sismiche
I terremoti producono differenti tipi di onde sismiche. Queste onde, attraversando la terra, riflettendosi o rifrangendosi sulle discontinuità principali della struttura delle rocce, ci forniscono informazioni utili per comprendere non solamente gli eventi sismici ma anche le strutture profonde della terra.

#### Rilevazione e misurazione

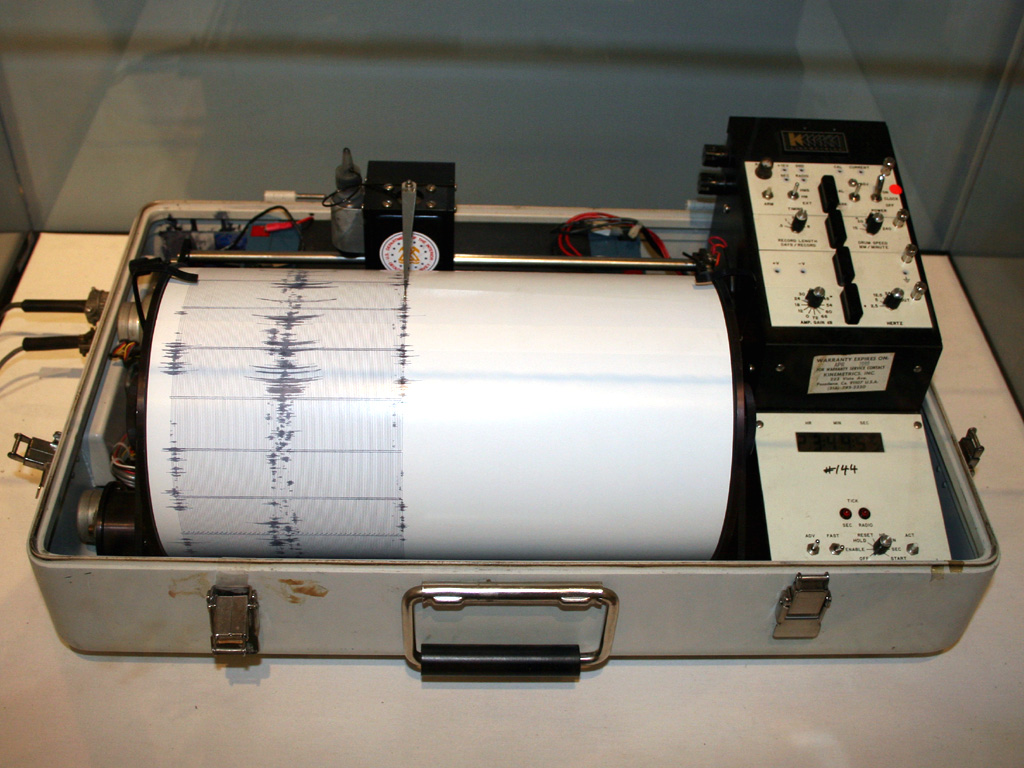
Sismografo

La misurazione in sismologia è fondamentale sia per lo studio della propagazione delle onde che per lo studio dei sismi. In effetti, lo studio di un sisma passa attraverso lo studio dei processi in atto sulla faglia prima e durante il sisma. Ma un'osservazione diretta di questo oggetto nel suo insieme non è possibile. La sola possibilità per il momento è la trivellazione, ma è una soluzione molto costosa e non permette che un'osservazione di un punto del piano di faglia. Bisogna quindi ricorrere a delle osservazioni indirette, a partire dalle onde generate dai sismi. Queste ultime possono in effetti essere registrate anche all'altra estremità della Terra nel caso di magnitudo importanti. Queste onde al loro passaggio provocano oscillazioni nel terreno che vengono registrate grazie a dei sensori chiamati sismometri.

#### Il ruolo dei sismografi

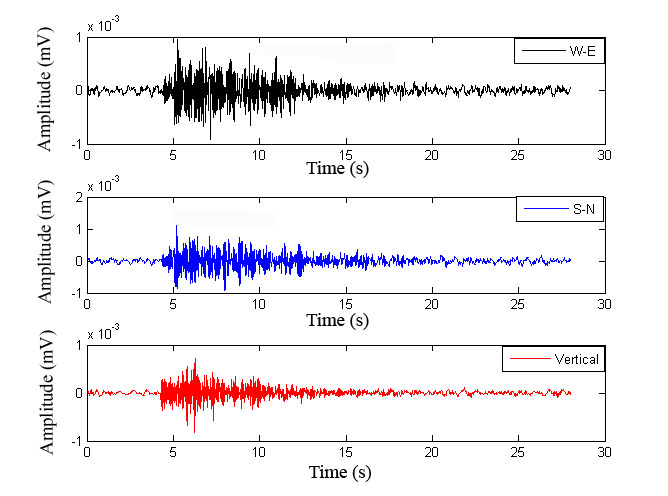
Sismogramma

Si definisce sismometro uno strumento che misura la dipendenza temporale dello spostamento, della velocità o dell'accelerazione del terreno. Se lo spostamento del terreno su cui poggia lo strumento è sufficientemente veloce, la massa sospesa (dotata di sufficiente inerzia) rimarrà immobile e fornirà un punto fisso nello spazio, rispetto al quale misurare il moto del terreno. Il sismometro produce un sismogramma, ovvero un grafico che rappresenta il movimento del terreno (solitamente sui piani orizzontale e verticale).
I sismografi sono in grado di scoprire altri fenomeni che producono vibrazioni del terreno, anche se avvengono a chilometri di distanza (es. meteoriti che colpiscono la Terra o eventuali test nucleari).

### I terremoti e la struttura della Terra

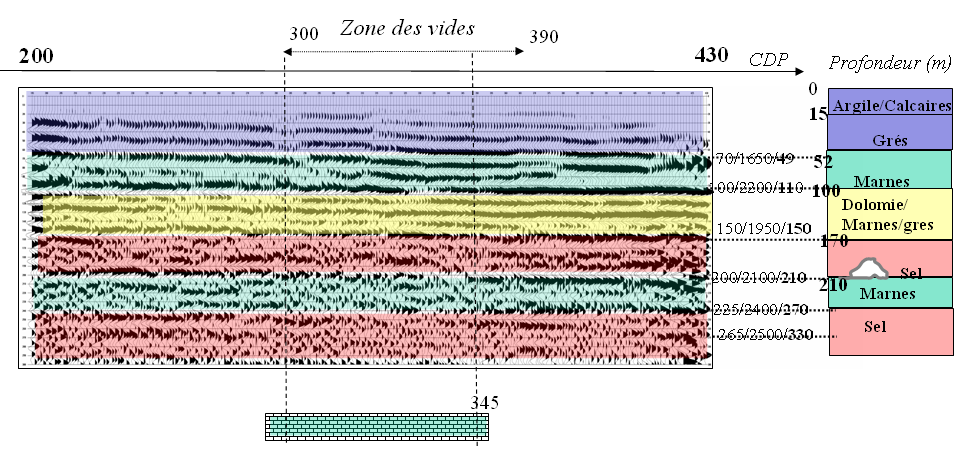
Sismogramma interpretato

I terremoti, o sismi, generano diversi tipi di onde sismiche che, viaggiando all'interno della Terra, forniscono un modo efficace di "vederne" la struttura interna.
Usando la tomografia sismica è stato possibile fornire un'immagine dell'interno della terra ad una risoluzione di alcune centinaia di chilometri. Questa tecnica ha permesso agli scienziati di identificare celle di convezione, pennacchi del mantello ed altre eterogeneità all'interno del pianeta.
Una delle prime e più importanti scoperte dovute alla sismologia fu che il nucleo esterno fosse fluido. Le onde di pressione vi passano attraverso, non così le onde trasversali, in quanto richiedono per propagarsi un materiale rigido.
Le onde elastiche indotte artificialmente da un'esplosione e rilevate da reti di geofoni sono state utilizzate per visualizzare strutture più superficiali (all'interno della crosta), quali depositi salini e rocce contenenti petrolio, faglie geologiche e crateri meteoritici sommersi. Ad esempio, il Chicxulub, prodotto dal meteorite che si suppone abbia causato l'estinzione dei dinosauri, fu localizzato in America Centrale dall'analisi di anomalie nella stratificazione cretacea. La sua esistenza fu provata usando mappe sismiche per l'esplorazione petrolifera.

### Predizione sismica
La maggior parte dei sismologi ritiene che un sistema generale di predizione sia un obiettivo impossibile in base allo stato delle conoscenze attuali.

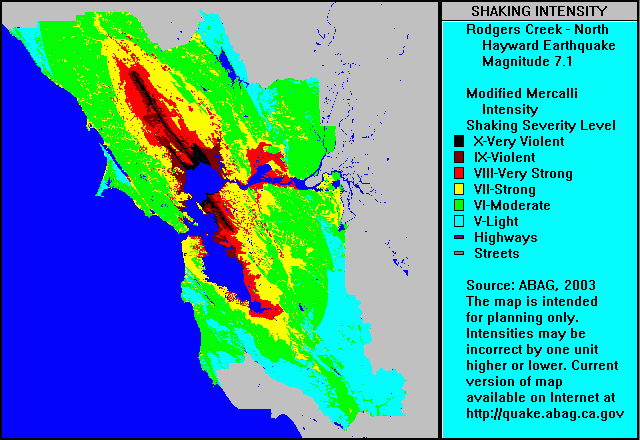
Esempio di Mappa del pericolo simico

Più in generale, le previsioni sono effettuate per la stima del rischio sismico. In esse viene stimata la probabilità che un terremoto di magnitudo assegnata avvenga in un tempo e luogo particolari.
Esistono comunque scienziati che stanno provando a perfezionare teorie predittive dei sismi puntuali, come Wu Yih-min, ricercatore della National Taiwan University Department of Geosciences.

### Prevenzione sismica

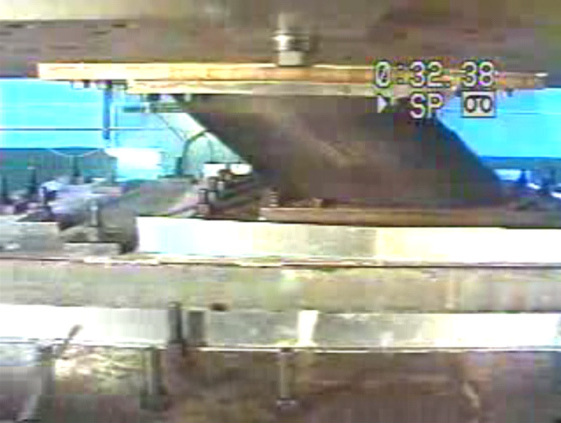
Isolatore sismico

Se all'atto pratico la previsione esatta di un sisma è, allo stadio attuale della ricerca scientifica, ancora lontana, il rimedio più praticabile e saggio contro i danni materiali e umani dei terremoti è rappresentato dalla protezione attiva, ovvero dall'uso di efficaci tecniche antisismiche di costruzione di edifici proprie dell'ingegneria sismica come ad esempio l'isolamento sismico: queste tecniche allo stadio attuale sono in grado di minimizzare i danni anche di terremoti estremamente potenti e sono diffusamente utilizzate in alcune delle aree più sismiche al mondo come il Giappone.
Per individuare zone a significativo pericolo sismico e a conseguente rischio sismico si fa usualmente ricorso a studi di sismologia storica, paleosismologia e a tecniche di microzonazione sismica fornendo relative mappe di rischio, mentre per valutare gli effetti di un sisma si può ricorrere a tecniche di simulazione (vedi simulazione di terremoto).

## Discipline
È possibile approntare una lista, di certo non completamente esaustiva, delle varie aree di interesse della sismologia:
- sismogenesi
- sismotettonica
- sismologia globale
- sismica attiva
- sismologia spaziale
- Geotecnica
- Eliosismologia

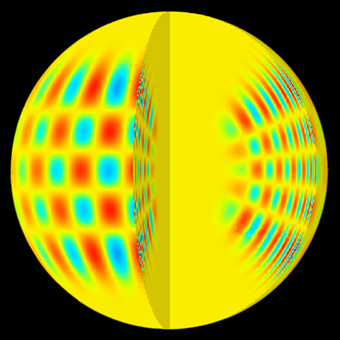
Onda acustica nel Sole

- sismologia teorica: studia le cause degli eventi sismici, fornisce modelli di sorgenti sismiche e sismogrammi sintetici, ovvero simulati a partire da ipotesi sul meccanismo focale e sulle condizioni di propagazione delle onde, determinate dalle caratteristiche fisiche dei materiali attraversati.
- sismologia sperimentale: è la branca della sismologia che si occupa dell'inversione dei dati sperimentali. Dall'inversione delle informazioni contenute nelle forme d'onda cerca di ricavare:

a) le caratteristiche elastiche ed anelastiche del mezzo in cui si propagano le onde;
b) i parametri cinematici o dinamici che caratterizzano il processo di rottura alla sorgente.
- sismologia strumentale: analizza le registrazioni sismiche effettuate da strumenti definiti sismografi. Tali registrazioni permettono una valutazione quantitativa dell'energia sprigionata da un terremoto oltre che la determinazione dell'ubicazione geografica e della profondità dell'evento.
- paleosismologia: studia gli eventi sismici del passato, utilizzando principalmente indicatori geologici.
- archeosismologia: studia gli eventi sismici del passato utilizzando principalmente indicatori archeologici.
- sismologia storica: studia gli eventi sismici del passato, utilizzando principalmente indicatori provenienti dalle fonti scritte.

### Sismogenesi

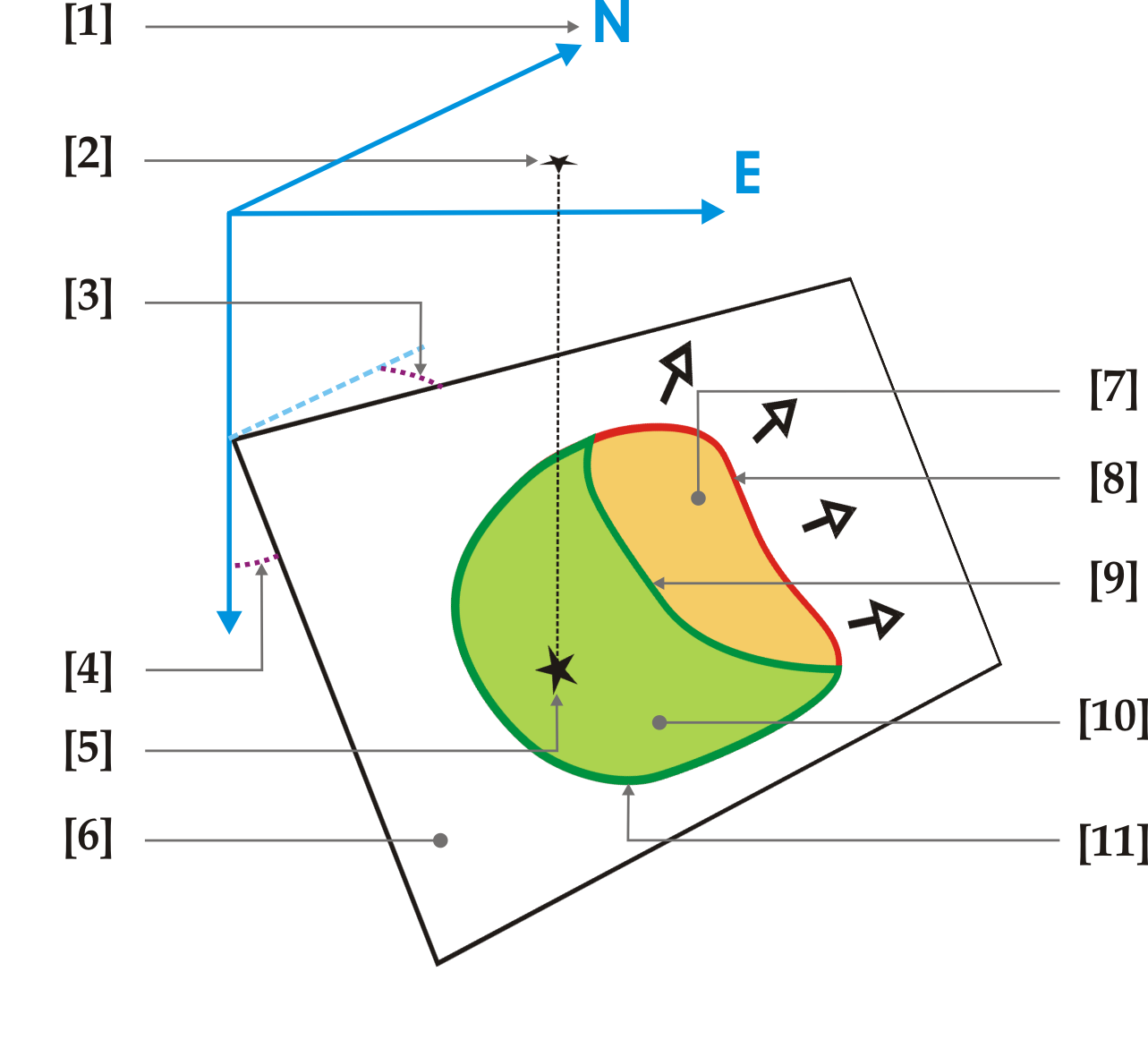
Schema di una rottura sismica in un dato istante:
1. Direzione del Nord
2. Epicentro
3. Azimut (direzione) della faglia rispetto al nord
4. Pendenza o inclinazione della faglia
5. Punto di nucleazione o ipocentro
6. Piano di faglia
7. Parte della faglia in movimento
8. Fronte della rottura
9. Fase de cicatrizzazione
10. Parte della faglia già rotta
11. bordo della zona interessata dal sisma

La sismogenesi studia i meccanismi che provocano i terremoti. Questa disciplina tenta di comprendere non solamente ciò che succede quando viene a manifestarsi un terremoto su una o più faglie implicate, ma cerca anche di apprendere (se è possibile) le condizioni associate allo scatenamento (il termine tecnico è nucleazione) di un terremoto nel tempo e nello spazio.
Nella sua esemplificazione più estrema, la sorgente di un sisma può essere considerata come un punto rappresentante la posizione della nucleazione (detto anche focolare o ipocentro); la fase iniziale di ogni ricerca sismogenetica consiste nel trovare la posizione, ovvero localizzare, di questo punto. Il diagramma dell'irradiamento d'energia a bassa frequenza di un sisma corrisponde a quello di una doppia coppia di forza dove uno dei due piani nodali corrisponde al piano di faglia. L'orientazione spaziale di questa doppia coppia è chiamato meccanismo dell'ipocentro. Quest'ultimo permette di sapere se si tratta di una faglia inversa, normale o trascorrente. La seconda fase dello studio sismogenetico consiste dunque nel riconoscere il meccanismo dell'ipocentro. La disponibilità dei dati sismologici in tempo reale su scala planetaria oggi permette di ottenere queste informazioni molto rapidamente dopo un evento (meno di un'ora per i sismi maggiori).
Nella realtà la sorgente di un terremoto non è un punto. I più grandi sismi sono generati dalle rotture di faglie di molte centinaia di kilometri. Il sismologo parla di sorgente estesa quando descrive il sisma non come un semplice punto, ma come una superficie bi-dimensionale più o meno complessa.
La sismogenesi utilizza due tipi di rappresentazione della sorgente sismica che tendono poco a poco a congiungersi. L'approccio cinematico rappresenta il sisma a partire dalla differenza dello stato della faglia prima e dopo la rottura. La sorgente sismica è allora descritta principalmente dalla velocità (e sue variazioni) dello scorrimento di un punto sulla faglia (dell'ordine del m.s−1) nel momento del sisma e dalla velocità alla quale si propaga la rottura su questa stessa faglia (dell'ordine di qualche km.s−1). La seconda rappresentazione è dinamica. Questa rappresentazione parte da uno stato iniziale della faglia che è portato a uno stato critico dove la rottura comincia (nucleazione). La rottura si sviluppa seguendo delle leggi costitutive (per esempio la legge che collega la velocità di scorrimento all'attrito). La rappresentazione dinamica ha sicuramente più senso fisico della rappresentazione cinematica ma è molto più complessa da manipolare. Si può nella maggioranza dei casi dedurre una rappresentazione cinematica da una rappresentazione dinamica (il contrario non è possibile).
Comprendere la sorgente sismica è fondamentale per potere un giorno sperare di prevedere i terremoti. Alcuni gruppi di ricercatori stimano che sia possibile predire certi eventi sismici, ma queste ricerche non hanno il consenso di tutta la comunità sismologica e sono spesso all'origine di accesi dibattiti.

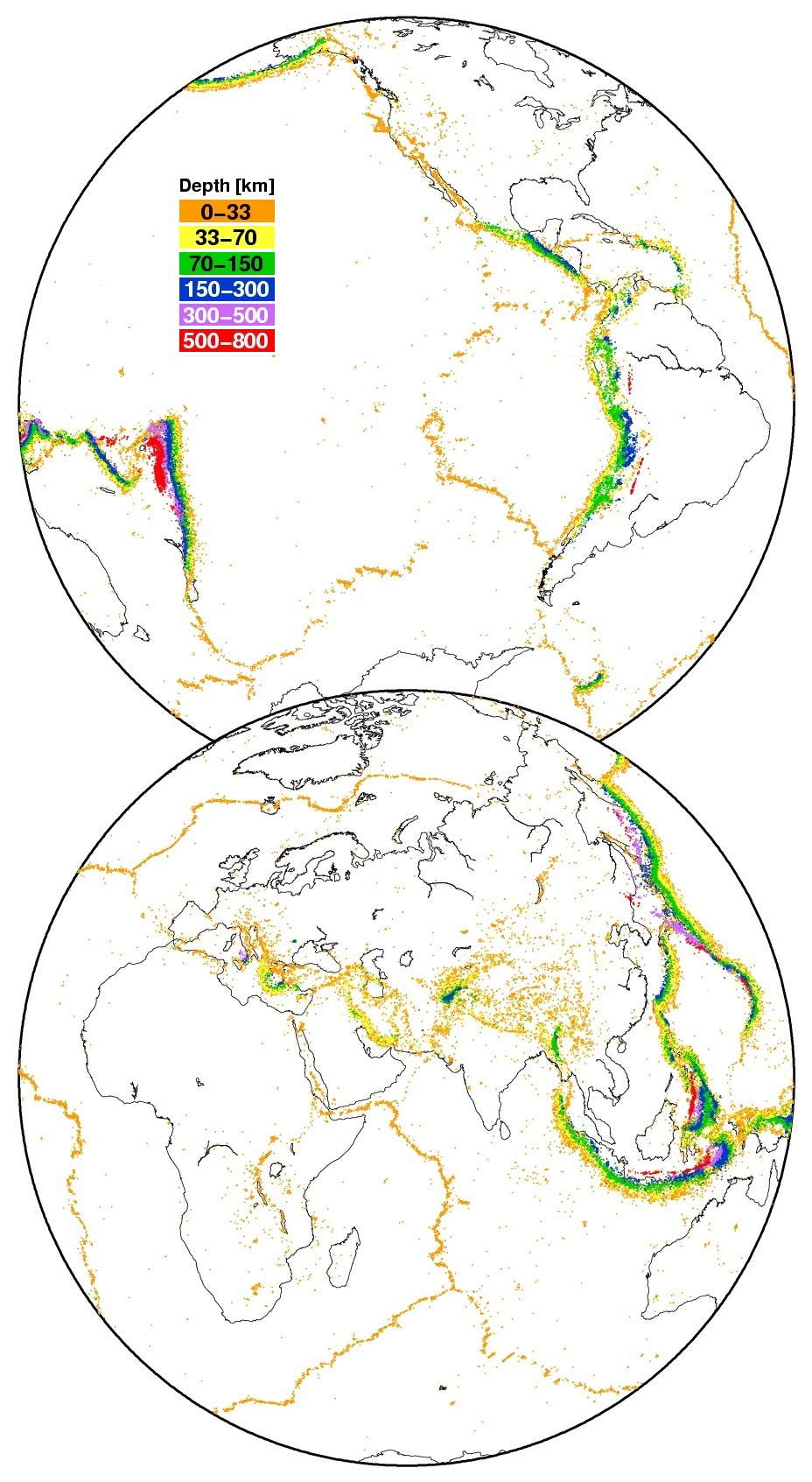
Carta della sismicità mondiale dopo il 1973.

### Sismotettonica
La sismotettonica è la branca della geologia e della geofisica che studia le strutture e i movimenti tettonici grazie ai sismi, così come i rapporti tra i sismi e la tettonica. In effetti, la distribuzione spaziale dei terremoti (sismicità) non è aleatoria. Guardando la sismicità su scala planetaria, la maggior parte dei sismi si situa alle frontiere delle placche tettoniche. La variazione della profondità degli ipocentri sottolinea la presenza di zone di subduzione.
Questa semplice analisi su scala globale può essere effettuata su tutte le scale. Con l'aiuto di differenti stazioni sismiche disposte attorno a un sisma, è possibile ritrovare i parametri fisici di un sisma, come le sue coordinate, la sua profondità (spesso difficile da determinare), e il suo meccanismo dell'ipocentro; così si determina il tipo di faglia messa in gioco. A partire dalla semplice analisi di sismogrammi che hanno registrato una scossa, sussiste ancora un dubbio sull'orientazione della faglia principale, la distinzione tra il piano di faglia e il piano nodale (piano teorico orientato perpendicolarmente al piano di faglia) non potendo essere ottenuto che dalla conoscenza geologica e/o lo studio delle repliche del sisma principale. I Meccanismi dell'ipocentro (parametri geometrici della rottura) sono legati a l'orientazione e alle variazioni del campo di tensione nella crosta.
La localizzazione precisa dei sismi necessita di una conoscenza molto dettagliata delle variazioni della velocità delle onde sismiche nel sottosuolo. Queste velocità sono direttamente legate alle proprietà elastiche e fisiche del mezzo. In generale, le variazioni di velocità nella Terra sono in funzione della profondità. Questa è la ragione per la quale, alla prima analisi, il mezzo nel quale si propagano le onde (mezzo di propagazione) è spesso assimilato a un mezzo stratificato orizzontale (accatastamento di strati orizzontali; il termine tecnico è mezzo monodimensionale). Ma tenere in conto i mezzi complessi tridimensionali è oggigiorno pratica comune. Così la determinazione del mezzo di propagazione e la localizzazione dei sismi sono congiuntamente ottenuti per mezzo di tecniche di tomografia detta passiva (le sorgenti sono naturali).
Un sisma è anche la testimonianza della presenza di una faglia (se si escludono alcune sorgenti molto particolari). Ma una faglia non produce sempre dei sismi. Si parlerà allora di faglie inattive, se non causano nessuna deformazione. In compenso una faglia, o un segmento di faglia, può essere attivo, ma non generare alcun sisma (o anche una sismicità diffusa di debolissima magnitudo). La faglia è allora detta asismica. Il movimento sulla faglia si produce allora molto lentamente (qualche millimetro l'anno). Il termine tecnico è «creeping» (parola inglese che significa letteralmente «strisciamento»). Questa deformazione non può essere messa in evidenza che tramite dati geodesici (per esempio con delle misure GPS o con delle immagini InSAR). Questo stesso tipo di dati ha permesso di rilevare recentemente degli scorrimenti su delle faglie aventi delle durate molto lunghe (da diverse settimane a molti mesi). Questi eventi sono chiamati «sismi lenti»,.
La relazione fra attività sismica e faglia è importante per la previsione sismica. In una visione semplificata, la deformazione dovuta alla tettonica aumenta le tensioni sulla faglia. Arrivata a una certa soglia, si scatena una rottura e la faglia genera un sisma rilasciando le tensioni accumulate. La faglia è allora pronta per un nuovo ciclo di accumulazione. Così, su un sistema di faglie dove il carico in tensione è omogeneo, la faglia o il segmento di faglia che non ha subito forti scosse dopo molto tempo diviene un buon candidato per il prossimo sisma. Questo candidato è detto « gap » sismico,. Questa semplificazione non è sovente verificata giacché il campo di tensione non è omogeneo e la geometria delle faglie è complessa.

### Sismologia globale
La sismologia globale studia la struttura della Terra utilizzando le registrazioni delle onde prodotte dai sismi a distanze molto lunghe. In effetti, quando la magnitudo di un sisma è sufficiente (superiore a 5), le onde che emette possono essere misurate su tutta la superficie della Terra.

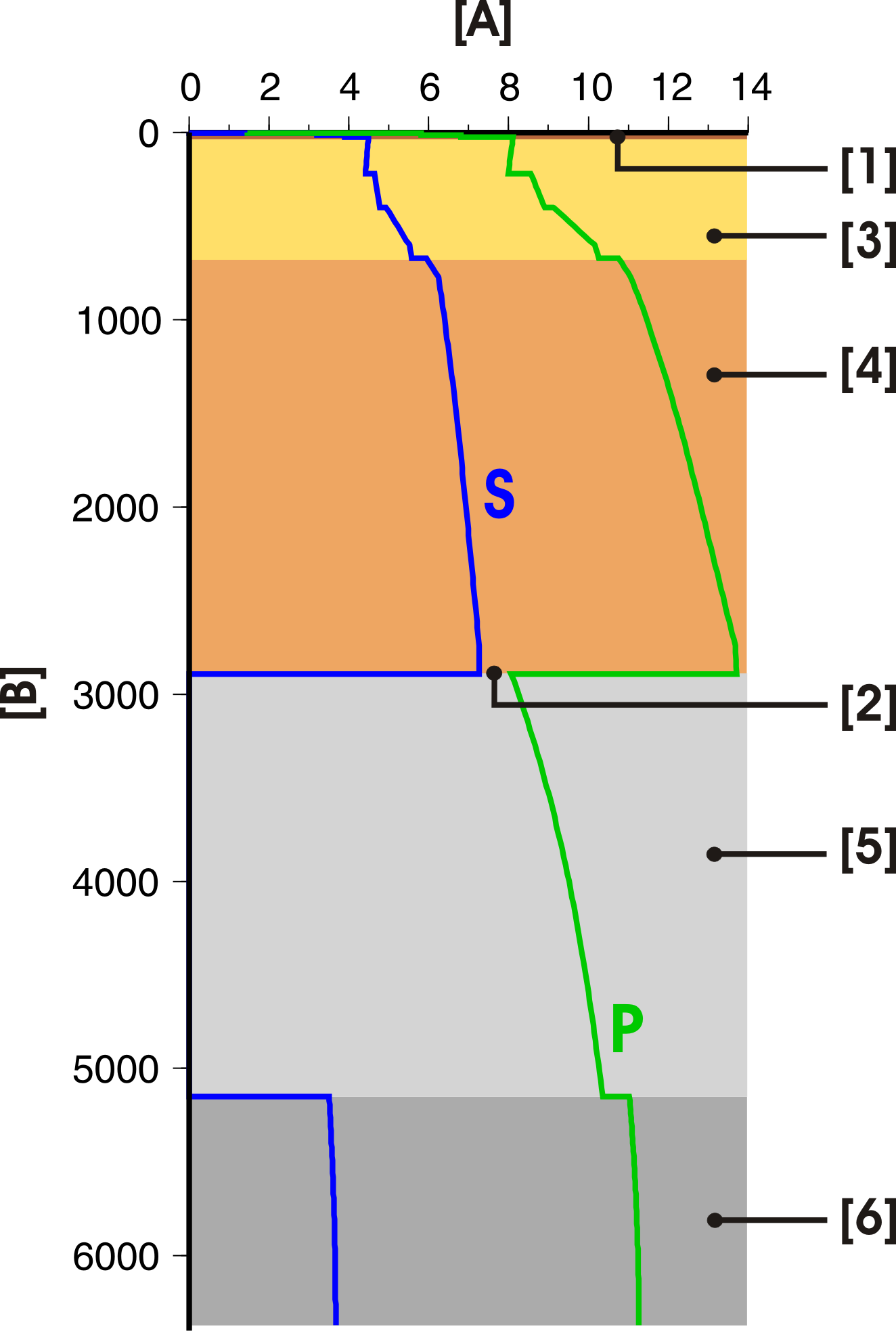
Velocità delle onde P e onde S secondo il modello PREM.
A: Velocità (km.s^{-1}). B: profondità (km). 1: crosta. 2: interfaccia nucleo-mantello. 3: mantello superiore. 4: mantello inferiore. 5: nucleo esterno. 6: nucleo interno.

Le onde di volume  e le onde di taglio, dette onde P  (volume) e onde S (taglio), attraversano la Terra e si riflettono sulle discontinuità maggiori (interfaccia nucleo-mantello, Moho, superficie della terra). Ogni riflessione produce differenti fasi e lo studio del loro tempo di percorso tra la sorgente e il sismometro dà delle informazioni sulla struttura attraversata. Per esempio, l'assenza di onde di taglio S passanti per il nucleo esterno ha permesso a Richard Dixon Oldham di concludere che esso fosse liquido.
Il primo modello di riferimento è stato giustamente dedotto dallo studio dei tempi di percorso delle onde sismiche. Si tratta di un modello monodimensionale che definisce la variazione della velocità delle onde sismiche e della densità in funzione della profondità.
Ma l'approssimazione di parametri, dipendente dalla profondità, è solamente di primo ordine. La variabilità tri-dimensionale della struttura interna, dal punto di vista sismologico, ha molteplici cause. La principale è l'eterogeneità associata alle discontinuità maggiori. La loro geometria è complessa. Si tratta di zone di scambi che creano variazioni importanti dei parametri fisici
ai quali sono sensibili le onde sismiche. Per esempio, lo studio delle fasi riflesse dalla frontiera tra il nucleo e il mantello fornisce informazioni non solamente sulla sua topografia, ma anche sul suo comportamento, che è molto importante per la dinamica del pianeta Terra. Utilizzando l'arnese tomografico, gli ultimi studi mostrano delle immagini sempre più nette del mantello, delle zone di subduzione e propongono dei responsi sull'origine delle piume di mantello.
Le onde di volume non sono le sole ad essere sensibili su scala planetatria. Quando succedono dei grandi terremoti, le onde di superficie possono fare più volte il giro della Terra. L'utilizzazione di questo tipo di dati serve anche per la conoscenza della struttura della Terra nelle prime centinaia di kilometri. In effetti, l'ampiezza delle onde di superficie s'attenua con la profondità.
Infine, la Terra è un volume finito e può risuonare. Per i sismi più importanti, l'interazione costruttiva delle onde di superficie che fanno il giro della Terra eccita i suoi modi propri. La Terra si mette allora a suonare come una campana. Il suono più basso emesso dalla terra ha un periodo di circa 53,83 min. Questo suono dura giorni prima di attenuarsi. Il periodo dei differenti modi è direttamente collegato alla struttura interna della Terra. Il modello di riferimento più utilizzato fino ad oggi si chiama PREM (dall'inglese Preliminary Reference Earth Model). Oggigiorno sono utilizzati anche molti altri modelli leggermente differenti.

### Sismica d'esplorazione
I progressi della sismica d'esplorazione sono intimamente legati alla prospezione petrolifera e alla controllo dei giacimenti. Tuttavia, le tecniche sviluppate in questo campo sono anche impiegate per la conoscenza della struttura in generale della scala di laboratorio fino alla scala della crosta terrestre.
Spesso questa attività è detta anche sismica attiva poiché le sorgenti utilizzate sono molto spesso artificiali (dal colpo di martello all'esplosione nucleare). La sismica d'esplorazione viene effettuata sempre più con delle sorgenti naturali e/o indotte nei casi delle riserve.
Le configurazioni del dispositivo sorgente-recettore sono fondamentali in questo campo. Esse in effetti vanno a definire il tipo di dati ottenuti e dunque il tipo di metodo da impiegare e il tipo di risultato desiderato. La prima distinzione è la dimensionalità dell'acquisizione che può essere: 1D (una sorgente e più sensori allineati o il contrario), 2D (sorgenti e ricettori sono contenuti in un piano in genere verticale), 3D e 4D (studio della variazione del problema 3D nel tempo). Ogni passaggio di dimensione implica un aumento sostanziale del costo dell'acquisizione, ma anche il costo del trattamento dei dati e della loro interpretazione.
L'altra caratteristica importante della configurazione è il tipo di riporto (distanza sorgente-sensore su una linea sismica) utilizzata. Quando i riporti sono piccoli, l'energia registrata sul sensore proviene principalmente dalla riflessione dell'energia sulle discontinuità d'impedenza del mezzo, si parla di riflessione sismica. Quando i riporti sono grandi, l'energia registrata proviene dalle fasi sismiche che attraversano il mezzo o che rasentano le discontinuità (onde rifratte). Si parla allora di rifrazione sismica.
Questi due concetti sono legati soprattutto alla prospezione in mare. Per la riflessione sismica l'imbarcazione progredendo trascina una linea di sensori detti flauti che insieme emettono energia (tiri) grazie a dei cannoni ad aria. Nel caso della rifrazione sismica, il sensore è fisso e il battello si allontana tirando. Queste acquisizioni sono principalmente 2D o 3D nel senso di multi 2D. Sempre più le prospezioni scombinano ormai questi due concetti in una sola acquisizione (riflessione sismica a grande angolo). L'acquisizione di dati a terra è molto più costosa e i mezzi riescono in genere più difficilmente a interpretare.

### Archeosismologia
L'archeosismologia è lo studio dei sismi che hanno avuto luogo durante la preistoria o protostoria, basandosi sugli studi archeologici, in particolare sulla distruzione delle costruzioni umane o sulla presenza di faglie, permettenso inoltre d'avere accesso ad eventi estremamente rari, e quindi estremamente violenti: in queste zone l'energia elastica immagazzinata è liberata molto raramente, comprendendo dunque una grandissima estensione.

### Sismologia spaziale

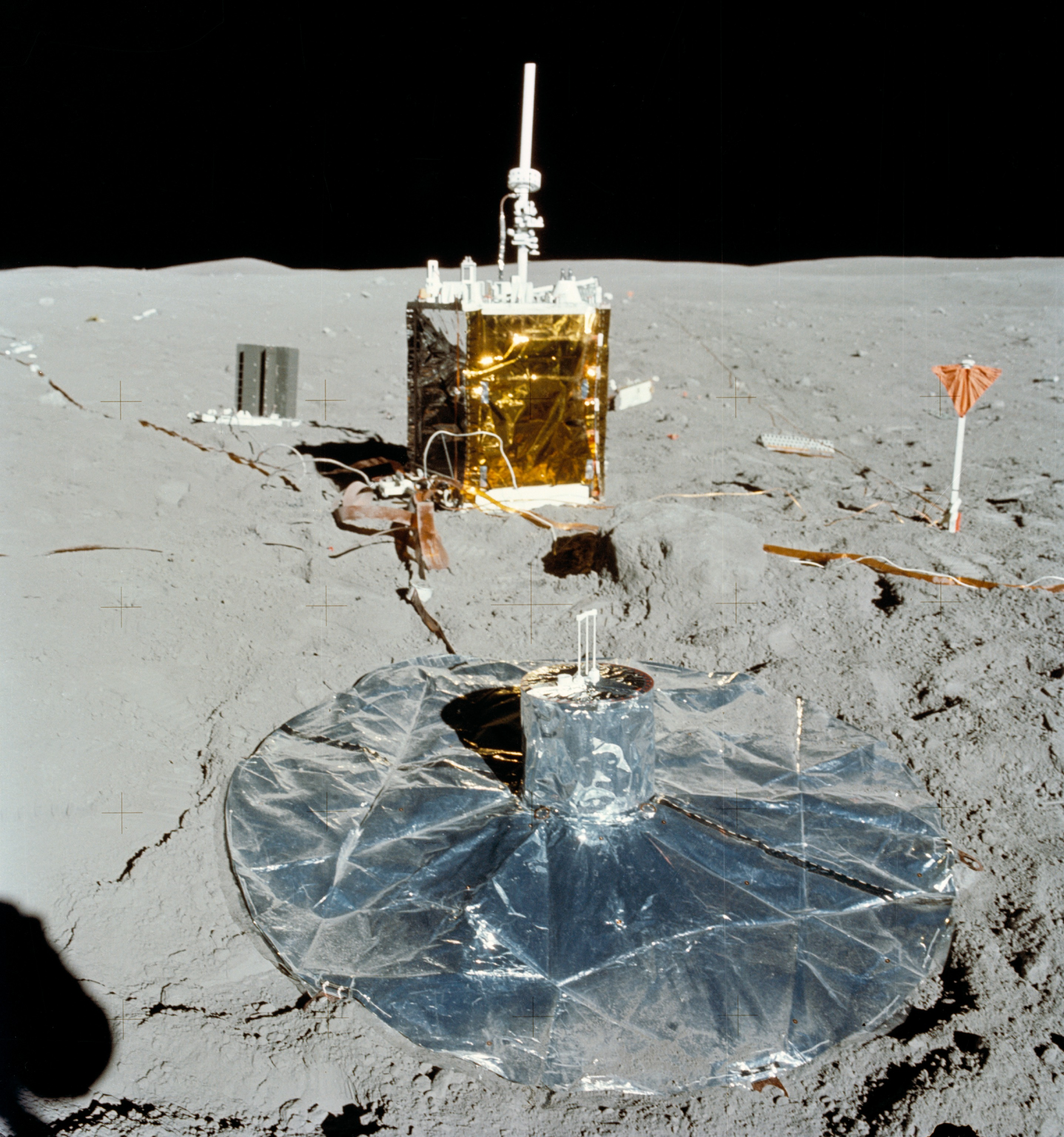
In primo piano, il sismometro passivo installato sulla Luna durante la missione Apollo 16

La sismologia e i suoi strumenti non sono più confinati al pianeta blu dopo la fine degli anni '60 grazie al programma Apollo. All'epoca della missione Apollo 12, il primo sismometro extra-terrestre fu installato sulla Luna il 19 novembre 1969. Da allora ciascuno dei tre atterraggi seguenti (Apollo 14, 15 e 16), installò un sismometro. Un sismografo passivo era già stato installato nel corso della missione Apollo 11. Questi strumenti hanno formato la prima (e unica per il momento) rete sismologica extra-terrestre. L'esperienza finisce il 30 settembre 1977.
Le sorgenti sismiche registrate sulla luna sono di cinque tipi differenti:
- impatto dei meteoriti;
- impatti artificiali;
- sorgenti termiche molto superficiali causate dalla variazione di temperatura giornaliera in superficie;
- sismi superficiali ad alta frequenza dovuti al raffreddamento termico (magnitudo osservata fino a 5.5[16] - numero di osservazioni: 28);
- sismi profondi (detti terremoti lunari) (numero: 3145) causati dalle maree lunari. Essi sono localizzati tra 800 e 1200 km di profondità.

L'analisi di questi dati unici ha permesso di dimostrare che la struttura della Luna è differenziata (esistenza di una crosta, di un mantello e di un ipotetico nucleo). Le velocità delle onde sismiche hanno apportato delle tensioni sulla composizione chimica e mineralogica, compatibile con l'ipotesi di una collisione fra due astri. Le registrazioni dei terremoti lunari durano per molto tempo (fino a un'ora). Questa caratteristica è spiegata con la grande dispersione (grande eterogeneità) e scarsa attenuazione che si ha nella crosta lunare.
Il programma Apollo non fu il solo a tentare di mettere un sismometro sulla Luna. Il programma Ranger nel 1962 tenta di posizionare uno strumento con le sonde Ranger 3 e 4. Sfortunatamente la prima manca la Luna e la seconda si fracassa. Per quel che concerne Marte, la sonda Viking installa con successo un sismometro nel 1976. Un difetto di regolazione dello strumento associato a forti venti marziani rese questi dati non usufruibili. Nel quadro della missione Mars 96, i due sismometri Optimism previsti per l'installazione su Marte furono perduti con il vettore il 16 novembre 1996.
La sismologia è stata applicata anche agli astri non solidi. L'impatto della cometa Shoemaker-Levy 9 su Giove nel 1994 genererà delle onde sismiche di compressione e onde di superficie osservabili nelle immagini infrarosse. Inoltre lo studio delle onde P, di superficie e di gravità osservate nel Sole è attualmente una disciplina stabilita che si chiama eliosismologia. Queste onde sono generate dai movimenti convettivi turbolenti all'interno della stella.
I futuri programmi spaziali parlano di nuove misure sismologiche sulla Luna, d'inviare dei sismometri su una cometa (Sonda Rosetta per un « accometaggio » nel 2016) e su Mercurio (missione BepiColombo in progetto). Il primo sismometro marziano è atteso per il 2013 con la missione ExoMars.

### Rischio sismico

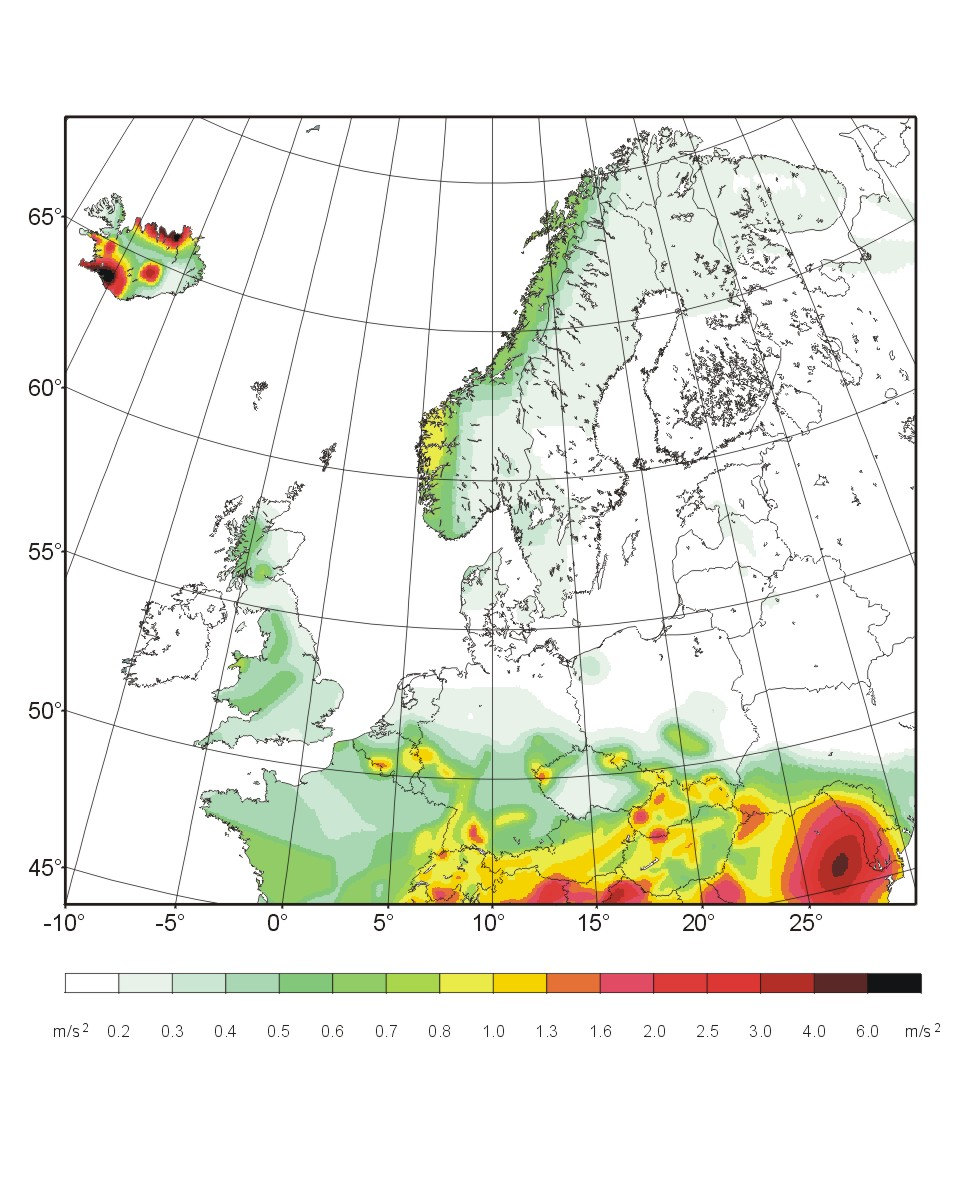
Carta del rischio sismico per l'Europa del Nord. La scala dei colori indica l'accelerazione del suolo avente il 10% di probabilità di essere superata in 50 anni. Fonte [https://web.archive.org/web/20041128014129/http://www.seismo.ethz.ch/gshap/ GSHAP

L'analisi del rischio sismico studia gli eventi dei terremoti e i movimenti forti del suolo che ne derivano. Si distinguono in generale due approcci differenti: l'analisi probabilistica del rischio sismico (in inglese PSHA per Probabilistic Seismic Hazard Analysis) e l'approccio deterministico. Questi due approcci sono complementari e spesso vengono utilizzati insieme.
L'approccio deterministico permette di fare studi di un canovaccio quando la maggior parte dei parametri del problema sono fissati. In pratica, permette di rispondere a domande del tipo: « Quali saranno le accelerazioni del suolo attese ad Aix-en-Provence nel caso di un sisma di magnitudo 6 sulla Faglia della Trévarese? ». La risposta a questa questione si basa sovente sulle conoscenze acquisite grazie alla sismicità storica. Se il canovaccio è inedito e non trova risposta in base ai dati, allora è richiesta una simulazione numerica del problema.
L'approccio probabilistico fa intervenire la nozione di tempo e d'occorrenza. Essa necessita della conoscenza della variazione del tasso di sismicità sul territorio. La domanda tipica è la seguente: « Quali sono le possibilità di superare un'accelerazione del suolo di 2 ms-2 ad Aix-en-Provence nei prossimi 50 anni? ». Questo approccio permette anche di realizzare una carta del rischio sismico quando la questione è leggermente modificata: « Quale è l'accelerazione del suolo in questo punto avendo il 10% di possibilità di essere oltrepassata nei prossimi 50 anni? ».
È necessario fare distinzione tra alea sismica e rischio sismico. In effetti il rischio sismico è l'effetto dell'alea sismica sull'attività umana in generale. Così si parla di un'alea sismica elevata per una regione avente un'attività sismica considerevole. Ma ad un'alea sismica elevata non corrisponde necessariamente un rischio sismico elevato, se la regione è deserta e non comporta costruzione. In compenso anche una zona che ha una sismicità moderata può essere considerata ad alto rischio a causa della densità della popolazione, dell'importanza delle strutture o anche della presenza di edifici sensibili (centrali nucleari, stabilimenti chimici, depositi di carburante, ecc.).

## Alcuni sismologi celebri e loro contributi
- Nel 1893, il legame tra sisma e faglia è messo in evidenza da Bunjiro Koto.
- Nel 1902, Giuseppe Mercalli crea una scala d'intensità che sarà il riferimento fino all'introduzione del concetto di magnitudo.
- Nel 1906, Richard Dixon Oldham dedusse che il nucleo della Terra era liquido.
- Nel 1909, Andrija Mohorovičić scopre una discontinuità sismica alla base della crosta terrestre: questa discontinuità porta, in suo onore, il nome di Moho.
- Nella prima metà del XX secolo, Beno Gutenberg, oltre a questi celebri lavoratori sulla magnitudo, osserva che il numero dei sismi su scala globale segue una legge.
- Nel 1935, Charles Francis Richter mette a punto una scala fondata sulla magnitudo (l'energia liberata) dalla scossa, e non sulla sua intensità (gli effetti avvertiti o osservati). L'utilizzo sistematico di questa scala, particolarmente da parte dei giornalisti, fa di Richter il solo sismologo largamente conosciuto al grande pubblico.
- Nel 1936, la presenza di un grano solido nel nucleo della Terra è scoperta da Inge Lehmann.
- Nel 1966, Keiiti Aki ha introdotto il momento sismico.
- Nel 1977, Hiroo Kanamori propose una magnitudo Mw basata sul momento sismico.